# 浅田家!
『浅田家!』（あさだけ）は、2020年10月2日公開の日本映画。監督は中野量太、主演は二宮和也。写真家・浅田政志の写真集『浅田家』と『アルバムのチカラ』を原案としている。
2020年9月22日に第36回ワルシャワ国際映画祭（国際コンペティション部門）と、第25回釜山国際映画祭（オープンシネマ部門）への出品が発表された。2020年10月17日（ポーランド現地時間）、第36回ワルシャワ国際映画祭国際コンペティション部門で最優秀アジア映画賞受賞。

## 企画
企画のきっかけは、監督の中野がプロデューサーの小川真司から「この家族を映画化したい」と言われて手渡された『浅田家』であったという。その写真集を見た中野の印象は「今までに見たこともないような変わった家族なのに、どこか可笑しくて愛らしいと思った。ずっと家族を主体に映画を作ってきた自分にとって、これ以上ない魅力的な家族の姿だった」。さらに「それではこれを映画にするには魅力的なキャスティングにしなければならない。憂いを帯びた感じやまるでその場にいるような雰囲気を漂わせる存在であってほしいという思いからキャスティングさせていただいた」とした上で「カメラマンとなった次男の政志の姿を通して、写真から溢れ出る思いを描き切ろうと思う」とコメントしている。
主演の二宮は撮影前のコメントで「自分は役作りというのをやったことがなく、今回もやるつもりはないが、映画撮影に関する様々なことを話し合っていく過程で自分の思いというのを思い切りぶつけてみようと思う」と語り、妻夫木も「“政志と僕の仲がいいことが最大の親孝行”と話してくれた幸宏さんの言葉を胸に、思いやりの心を持って浅田家を愛していこうと思う」とコメントしている。
映画マガジン FILMAGA の映画レビューFilmarksで、2020年10月第1週公開映画の初日満足度ランキング1位を獲得した。

## ストーリー
浅田家の次男・政志は、写真家を目指していた。そんな彼が「一生にあと１枚しか撮れないとしたら」との問いに答えて選んだ題材は「家族」だった。
両親と兄と本人で消防士やカーレーサーなど、家族がなりたかった職業に扮し、4人揃ったコスプレの「家族写真」を撮り続ける政志。東京で個展を開き写真集も出版したが、売れ行きは悪かった。しかし、その写真集は写真界の芥川賞と言われる木村伊兵衛写真賞を受賞した。
写真家としての自信を得て、日本中の「家族」の写真の制作を開始する政志。だが、初めての被写体に選んだ家族が東日本大震災で被災した。彼らを案じて被災地に入った政志は、ボランティア活動中に父を亡くした少女・莉子と知り合った。
母と妹の三人で「家族写真」を撮って欲しいと頼む莉子。父が欠けた写真は撮れないと困惑し、人間として、写真家として行き詰まる政志。だが、政志自身、子供の頃は父親がカメラを構え、写真には兄と自分しか写っていなかった。
父親の目線でなら、母子だけの「家族写真」が撮れると開眼して、政志は莉子の元に向かうのだった。

## キャスト
浅田家
- 浅田政志：二宮和也[7]（少年時代：岩田龍門[8]）
- 浅田幸宏：妻夫木聡[7]（少年時代：中川翼[9]）
- 浅田順子：風吹ジュン[10]
- 浅田章：平田満[10]
- 川上若奈 / 浅田若奈：黒木華[10]（少女時代：菅野真比奈[11]）
- 浅田和子：野波麻帆[7]
- 浅田惟芯：浅田惟芯[12]（6ヵ月時：藤原拓社[8]）
- 浅田現心：浅田現心[12]
- 浅田朝日：浅田朝日[12]

高原家
- 高原信一：駿河太郎[7]
- 高原佐和：森レイ子[13]
- 高原桜：遥[13]

佐伯家
- 佐伯康介：松澤匠[7]
- 佐伯藍：篠原ゆき子[7]
- 佐伯拓海：志村瑛多[8]
- 佐伯美緒：加藤柚凪（2歳時）[8]、上倉菜々優（2019年）[14]
- 佐伯ゆうき：志田暁[15]

内海家
- 内海莉子：後藤由依良[7]
- 内海美岬：呉城久美[16]
- 内海真子：森田夢[17]
- 内海父：岩瀬亮[18]

野津町の人々
- 小野陽介：菅田将暉[10]
- 外川美智子：渡辺真起子[7]
- 渋川謙三：北村有起哉[7]
- 渋川娘：田口彩葉（写真出演）[19]
- お婆さん：小林トシ江[20]

その他
- 姫野希美（赤々舎社長）：池谷のぶえ[7]
- アルバイト（赤々舎）：朝見心[21]
- 担任（写真学校）：三浦景虎[22]
- 桑名哲平（消防士）：泉光典[22]
- 男性（鈴鹿サーキット）：小澤雄志[22]
- 先輩（川上若奈の勤務先アパレル）：池永亜美[23]
- カメラマン（浅田政志の師匠）：尾崎右宗[24]
- モデル：黒木麗奈
- 編集者：古屋隆太[25]
- 展覧会担当者：粕谷吉洋[26]
- ニュースアナ：笠井信輔（声の出演）[27]
- 看護師：櫛野愛里[28]
- カメラマン（被災地）：渡辺慎一郎[29]

## スタッフ
- 原案：浅田政志『浅田家』『アルバムのチカラ』（赤々舎刊）
- 監督・脚本：中野量太
- 脚本：菅野友恵
- 音楽：渡邊崇
- エンディング・テーマ：THE SKA FLAMES「'S Wonderful」
- 製作：市川南
- 共同製作：藤島ジュリーK.、堀義貴、弓矢政法、中西一雄、篠田学、飯田雅裕、広田勝己、小川真司、竹内未来、舛田淳、奥村景二、田中祐介、飯田義典
- エグゼクティブプロデューサー：山内章弘、臼井央
- 企画・プロデュース：小川真司
- プロデューサー：若林雄介
- アソシエイトプロデューサー：久保田恵、内山ありさ
- 撮影：山崎裕典
- 美術：黒川通利
- 録音：久連石由文
- 照明：谷本幸治
- 編集：上野聡一
- キャスティング：杉野剛
- 監督補：塩崎遵
- 製作担当：甲斐恵美理
- ラインプロデューサー：大熊敏之
- 装飾：松葉明子、天野竜哉
- VFXスーパーバイザー：大萩真司、佐伯真哉
- 衣裳：西留由起子
- ヘアメイク：酒井夢月
- スクリプター：田口良子
- 音楽プロデューサー：北原京子
- 宣伝プロデューサー：中西藍、三浦広暉
- メディアプロモーション：江見威彦、芝山瑞季
- プロダクション統括：佐藤毅
- 配給：東宝
- 製作プロダクション：東宝映画、ブリッジヘッド、パイプライン
- 製作：「浅田家!」製作委員会（東宝、ジェイ・ストーム、ホリプロ、ジェイアール東日本企画、カルチュア・エンタテインメント、パイプライン、朝日新聞社、毎日新聞社、ブリッジヘッド、パパドゥ音楽出版、LINE、日本出版販売、GYAO、中日新聞社）

## 受賞歴
- 第44回日本アカデミー賞[30]
  - 最優秀助演女優賞（黒木華）
  - 優秀作品賞
  - 優秀主演男優賞（二宮和也）
  - 優秀助演男優賞（妻夫木聡）
  - 優秀監督賞（中野量太）
  - 優秀脚本賞（中野量太 / 菅野友恵）
  - 優秀美術賞（黒川通利）
  - 優秀編集賞（上野聡一）
- 第42回ヨコハマ映画祭
  - 主演男優賞（二宮和也）[31]
  - 2020年度日本映画ベストテン 第3位[32]
- 第36回ワルシャワ国際映画祭
  - 国際コンペティション部門最優秀アジア映画賞
- 第33回日刊スポーツ映画大賞・石原裕次郎賞
  - 助演男優賞（妻夫木聡、『Red』『一度も撃ってません』などと合わせて）
  - 助演女優賞（渡辺真起子、『37セカンズ』などと合わせて）[33]
- 第63回ブルーリボン賞
  - 監督賞（中野量太）
- 第40回藤本賞
  - 奨励賞（小川真司）
- 第22回ニッポン・コネクション
  - ニッポン・シネマ賞

## テレビ放送
2021年7月17日の13時00分からWOWOWプライムおよびWOWOWオンデマンドで放送・配信予定。